# فاتيما مولينا
فاتيما مولينا (بالإسبانية: Fátima Molina)‏ هي مغنية وممثلة مكسيكية، ولدت في 9 مارس 1986 في Ensenada Municipality ‏ في المكسيك.

## وصلات خارجية
- فاتيما مولينا على موقع IMDb (الإنجليزية)
- فاتيما مولينا على موقع قاعدة بيانات الفيلم (الإنجليزية)